# NGC 121
NGC 121 è un ammasso globulare situato nella costellazione del Tucano.

## Descrizione
È il più vecchio ammasso globulare della Piccola Nube di Magellano (SMC), una galassia nana satellite della nostra Via Lattea. L'astronomo danese John Louis Emil Dreyer, compilatore del New General Catalogue, lo descrisse come "piuttosto brillante, piccolo, un poco esteso, gradualmente più brillante al centro".
L'ammasso è situato a circa 200 000 anni luce (60 kpc) dal Sole e ha un'età di circa 10,5±0,5 Ga. È situato circa 2,3° a nordovest del centro galattico della SMC e forma parte dell'alone ovest, una regione che si sta muovendo verso l'esterno rispetto alla SMC.
La massa è 3,6×105 volte quella solare.
Il semiraggio dell'ammasso è di 27,1 arcosecondi, con un raggio mareale di 143 arcosecondi. Si trova a circa ~32 arcominuto dal massiccio ammasso globulare 47 Tucanae, che ha un raggio mareale di 42,86 arcominuti. I due ammassi potrebbero pertanto essere in interazione tra loro.
NGC 121 è l'unico ammasso globulare della Piccola Nube di Magellano che è simile agli ammassi galattici della nostra Via Lattea. La stima sull'età di questo ammasso è compresa tra 10,5 e 11,8 miliardi di anni, cioè 2-3 miliardi di anni in più rispetto agli ammassi similari della nostra galassia. Le stelle più vecchie di questo ammasso mostrano la presenza di due distinte popolazioni stellari, con la porzione più giovane arricchita dal materiale proveniente dalla prima generazione di stelle. La seconda generazione rappresenta solo il 32% del totale, con una concentrazione maggiore nella parte centrale dell'ammasso. Questo suggerisce che la generazione più recente sia più concentrata nella zona centrale.
Nel 1988 è stata rilevata la presenza in questo ammasso di stelle del tipo variabile RR Lyrae. Nel 2008 è stata riportata la presenza di 20 candidate cefeidi nane, inclusa qualche variabile SX Phoenicis. Nel 1998, le immagini trasmesse dal Telescopio spaziale Hubble hanno permesso di identificare la presenza di 42 potenziali stelle vagabonde blu.

## Scoperta
L'ammasso NGC 121 è stato scoperto il 20 settembre 1835 dall'astronomo britannico John Herschel.